# 梅克倫堡-施特雷利茨的路易絲
路易丝王后（德語：Königin Luise，1776年3月10日—1810年7月19日）是普鲁士王国的王后。她的丈夫是普鲁士国王腓特烈·威廉三世。
路易丝的父亲是梅克伦堡-施特雷利茨大公卡尔二世。1793年12月24日，她和腓特烈·威廉结婚，生下九名孩子。
路易丝王后在德国十分受欢迎和尊重。1920年代，德国保守人士甚至建立了路易丝王后協會（德語：Königin-Luise-Bund）；后来的纳粹党也在党的政治宣传中利用她。